# Граблино
Граблино — деревня в Западнодвинском районе Тверской области. Входит в состав Бенецкого сельского поселения.

## География
Расположена в южной части района. Находится в 46 километрах к юго-западу от районного центра, города Западная Двина и в 20 километрах к югу от центра сельского поселения, деревни Бенцы.
К юго-востоку от деревни находится озеро Белозерица.

## История
В начале 20 века входила в состав Ильинской волости Велижского уезда. С 1927 года вошла в состав Граблинского сельсовета Ильинского района Великолукской области. С 1957 года в составе Калининской области. 
До 2005 года деревня входила в состав Первомайского сельского округа. С 2005 года в связи с упразднением округа вошла в состав Бенецкого сельского поселения.

## Население
| 2010 |
| ---- |
| 1    |

В 2002 году население деревни составляло 7 человек.
Национальный состав
Согласно результатам переписи 2002 года, в национальной структуре населения русские составляли 86 % от жителей.

## Достопримечательности
Братска могила воинов, павших во время Великой Отечественной войны.